# Guilherme Almeida
Guilherme Augusto Figueiredo de Almeida (Campina Grande, 12 de dezembro de 1963) é um engenheiro civil e político brasileiro. que foi deputado estadual pela Paraíba e vereador de Campina Grande entre 1997 e 2007. É filiado atualmente ao PP.

## Biografia
Filho do ex-deputado Orlando Almeida, iniciou sua carreira política em 1992, quando concorreu a uma cadeira de vereador pelo PMDB na eleição municipal, obtendo 1.435 votos e ficando como suplente.
Em 1996, pelo PPB, tentou novamente uma vaga na Câmara Municipal, elegendo-se com 2.149 votos. 2 anos depois, concorreu pela primeira vez a deputado estadual, obtendo 9.717 votos, insuficientes para obter uma cadeira na Assembleia Legislativa. Reelegeu-se vereador em 2000 pelo mesmo partido, com 2.609 votos.
Na eleição estadual de 2002, filia-se ao PPS e disputa pela segunda vez uma vaga na Assembleia Legislativa. Apesar dos 8.012 votos que recebeu, não conseguiu se eleger. Em 2004, reelege-se pela terceira vez para o cargo de vereador, conquistando 3.025 votos. Ele, no entanto, não chegou a completar o mandato.

## Eleição para deputado estadual e cassação por infidelidade partidária
Em 2006, Guilherme Almeida troca o PPS pelo PSB e concorre pela terceira vez para deputado estadual na eleição daquele ano. Com 21.950 votos obtidos, fica em 29º lugar entre os 36 parlamentares eleitos para a legislatura 2007–2010. Em 2009, filia-se ao PSC.
Porém, uma decisão do TRE da Paraíba cassa o mandato de Guilherme, juntamente com o também parlamentar Carlos Batinga, sob a acusação de infidelidade partidária. O advogado Antônio Barbosa de Araújo contestou a decisão, considerada "injusta" e "nada convincente".
Mesmo assim, disputa a reeleição em 2010, e com 29.858 votos, obtém o 19º lugar entre os 36 deputados eleitos para a nova legislatura.

## Eleição de 2012
Em 2012, Guilherme Almeida disputa pela primeira vez a prefeitura de Campina Grande, tentando repetir o feito de seu pai Orlando Almeida, que exerceu o cargo por 2 meses em 1969, depois da cassação do titular, Ronaldo Cunha Lima.
Tendo como vice o professor de ensino superior Félix Araújo Neto, filiado ao PCdoB, o candidato do PSC recebeu, no primeiro turno, 6.871 votos, ficando em quarto lugar. No segundo turno, apoiou a candidatura de Romero Rodrigues, afirmando que em sua carreira política, "não existia neutralidade".

## Eleição de 2014 e apoio a Cássio
Para a eleição de 2014, Guilherme surpreendeu ao declarar seu apoio ao senador Cássio Cunha Lima (PSDB), que disputava o governo da Paraíba. A decisão foi inesperada, uma vez que o deputado era ligado ao grupo liderado pelo ex-prefeito Veneziano Vital (PMDB).
No pleito, recebeu 17.341 votos, que não foram suficientes para o terceiro mandato consecutivo na Assembleia. Em julho de 2016, com a nomeação de Manoel Ludgério (PSD) para a chefia do gabinete do prefeito Romero Rodrigues em Campina Grande e as desistências de Carlos Batinga (PSC) e Eva Gouveia (PSD), Guilherme Almeida reassumiu a vaga.

## Filiação ao Solidariedade e volta ao PP
Em outubro de 2017, após 8 anos no PSC, Guilherme Almeida oficializou a sua filiação ao Solidariedade, juntamente com outras lideranças políticas da Paraíba, como o ex-deputado estadual e ex-prefeito de Queimadas Jacó Maciel e o também ex-deputado Robson Dutra.
Para as eleições de 2018, voltou ao PP com o objetivo de concorrer a uma das 12 vagas de deputado federal. Foi o 40º candidato mais votado, com apenas 4.832 votos. Deixou a ALPB no ano seguinte, não concorrendo a nenhum cargo em 2020 e também não lançou candidatura em 2022.